# Fエフ
『Fエフ』は、電撃文庫から刊行されている、坂入慎一のライトノベル。

## ストーリー
死の対極に位置するゆえに死を尊ぶ少女と、死の至近に位置するゆえに死に無関心な少女の話。

## 登場人物

### 主な登場人物
喜々津沙耶
主人公。不死概念の持ち主。死は尊いものと思っている。
四十物谷由琉璃
主人公。魔術無効論の持ち主。死はどうでもいいものと思っている。
四十物谷英子
魔術師。由琉璃の従姉妹でもあり保護者でもある。
御庭ひかり
死因現出者。
鴉
人外魔術師。
蛇
人外魔術師。

### 魔術師
堺
生に執着する才能の持ち主。空間を媒介にした魔術を使う。故人。
サカイ
生に耐える才能の持ち主。空間を媒介にした魔術を使う。英子曰く堺が変質して出来た堺の中から生まれたもの。
喜々津黒子
舞子の姉。感情を媒介にした魔術を使う。
メルセゼウス
禁忌魔術師。
江波アリサ
人外魔術師。沙耶と静夜に呪いを掛けた。

### 才能の持ち主
篠原司子
死ににくい才能の持ち主。
猫
生き残る才能の持ち主。
蔦谷葦木
死に憧れる才能の持ち主。
三野瀬悠木
生に希望を見出す才能の持ち主。

### その他
喜々津静夜
沙耶の双子の姉。
弓納持外春
沙耶の保護者。
御庭のぞみ
ひかりの姉。
鶴喰舞子
沙耶と静夜の先生。
花籠三課
リビングデッド。
花籠六輪
リビングデッド。

## 才能
魔術無効論
魔術を無に帰す論理。
不死概念
何があっても死なない能力。
死因現出者
可能性としての死を浮上させ人を死に至らせる能力。
死ににくい才能
生も死も総じて軽んじる性質。
生き残る才能
死ににくい才能と相性が良い
死に憧れる才能
形ある物はいずれ壊れると言う性質から目を背け形を保ったまま永遠の無変化に身を投じることを良しとする性質。
生に希望を見る才能
生きていれば必ず幸せになれると盲目的に信じる性質

## 用語

### 魔術関係
才能
個人の性質の事。生に属する才能と死に属する才能がある。
魔術
英子曰く屁理屈を押し通す技能。
魔術師
魔術を使う人間。
人外魔術師
人以外の動物1種と存在を混ぜあい人外に落ちた魔術師。
禁忌魔術師
禁忌領域に踏み込み到達した魔術師。
影牢
使い魔の一種。心と心を持つものと心を持たないものを沈める底なし沼みたいなもの。

## 既刊一覧
電撃文庫より刊行。
- Fエフ 2005年9月刊行 ISBN 978-4840231497
- Fエフ2 2006年2月刊行 ISBN  978-4840233118